# Clonmel
Clonmel (irl. Cluain Meala) – miasto w Irlandii, w hrabstwie Tipperary, liczy 18 369 mieszkańców (2022)
.

## Miasta partnerskie
- Costa Masnaga, Włochy
- Gangi, Włochy
- Reading, Wielka Brytania
- Eysines, Francja
- Trofaiach, Austria
- Peoria, Stany Zjednoczone